# Жуманов, Шагир
Шагир Жуманов (1883 год, аул Амантогай — дата и место смерти не известны) — старший чабан колхоза «Шили-Сай» Амангельдинского района Кустанайской области, Казахская ССР. Герой Социалистического Труда (1948).
Трудился чабаном, старшим чабаном в колхозе «Шили-Сай» Амангельдинского района. В сложных зимних условиях 1947—1948 гг. сохранил поголовье отары и получил высокий приплод ягнят. Указом Президиума Верховного Совета СССР от 23 июля 1948 года за получение высокой продуктивности животноводства в 1947 году при выполнении колхозом обязательных поставок сельскохозяйственных продуктов и плана развития животноводства удостоен звания Героя Социалистического Труда с вручением ордена Ленина и золотой медали «Серп и Молот».